# Julien Pillet
Julien Pillet, född den 28 september 1977 i Dijon, Frankrike, är en fransk fäktare som bland annat tog OS-guld i herrarnas lagtävling i sabel i samband med de olympiska fäktningstävlingarna 2008 i Peking.